# Кесслер, Иосиф Алоиз
Ио́сиф (Йо́зеф) Алои́з Ке́сслер (нем. Josef Alois Kessler; 12 августа 1862, деревня Луй (Отроговка) Самарской губернии, Российская империя — 10 декабря 1933, Цинновиц, Германия) — архиепископ Римско-католической церкви.

## Биография
Иосиф Алоиз Кесслер родился 12 августа 1862 года в Луe (Отроговка), Новоузенского уезда, Самарской губернии в семье немцев-католиков. В 1889 году, после окончания малой духовной семинарии в Саратовe был посвящён в священнический сан. Закончил Санкт-Петербургскую духовную академию со степенью магистра богословия. С 1889 года служил викарием прихода в Саратове и преподавал в духовной семинарии. Последующий этап жизни Иосифа Кесслера был очень насыщенным. В течение следующих тринадцати лет следовали следующие должности: в 1892 году — священник деканата Симферополя, в 1895 году — священник деканата в Зульце, в 1899—1903 гг. — инспектор Семинарии в Саратове, в 1904 году — каноник прихода в Саратове.
1 апреля 1904 года он был назначен тираспольским епископом и 28 октября 1904 был возведён в сан епископа Тираспольской епархии с центром в Саратове. Во время епископства жизнь епархии стала оживлённой и созидательной. Епископ Кесслер расширил духовную семинарию, основал издательство духовной литературы, поддерживал деятельность монашенствующих, посетил все деканаты гигантской епархии, и провел ок. 75 000 миропомазаний.. Епископ Кесслер освятил 31 новый храм, например, 20 мая 1909 года им была произведена торжественная закладка костёла Сердца Иисуса Христа в Александровке, Таврической губернии.
14 августа 1918 года, перед входом большевиков в Саратов, епископ Кесслер пешком покинул Саратов и ушёл в Одессу. Когда новая власть заняла город, было найдено послание епископа, в котором он объявил власть большевиков властью антихриста и предупредил людей, что тот, кто будет сотрудничать с этой властью, будет отлучён от Церкви. Новая власть объявила епископа во всероссийский розыск. Епископ тайно бежал из России, перейдя на территорию в Бессарабии (сегодняшняя Молдавия), где он некоторое время был священником в деревне Красна. В 1922 году он посетил США, собирая помощь голодающим в Поволжье. Остаток жизни он провёл в городе Цинновице, на Балтийском побережье Германии.
Епископ Кесслер умер 9 декабря 1933 года, и был похоронен в Орнбау (Германия) рядом с другим Тираспольским епископом Францем Цоттманом.